# Ocourt

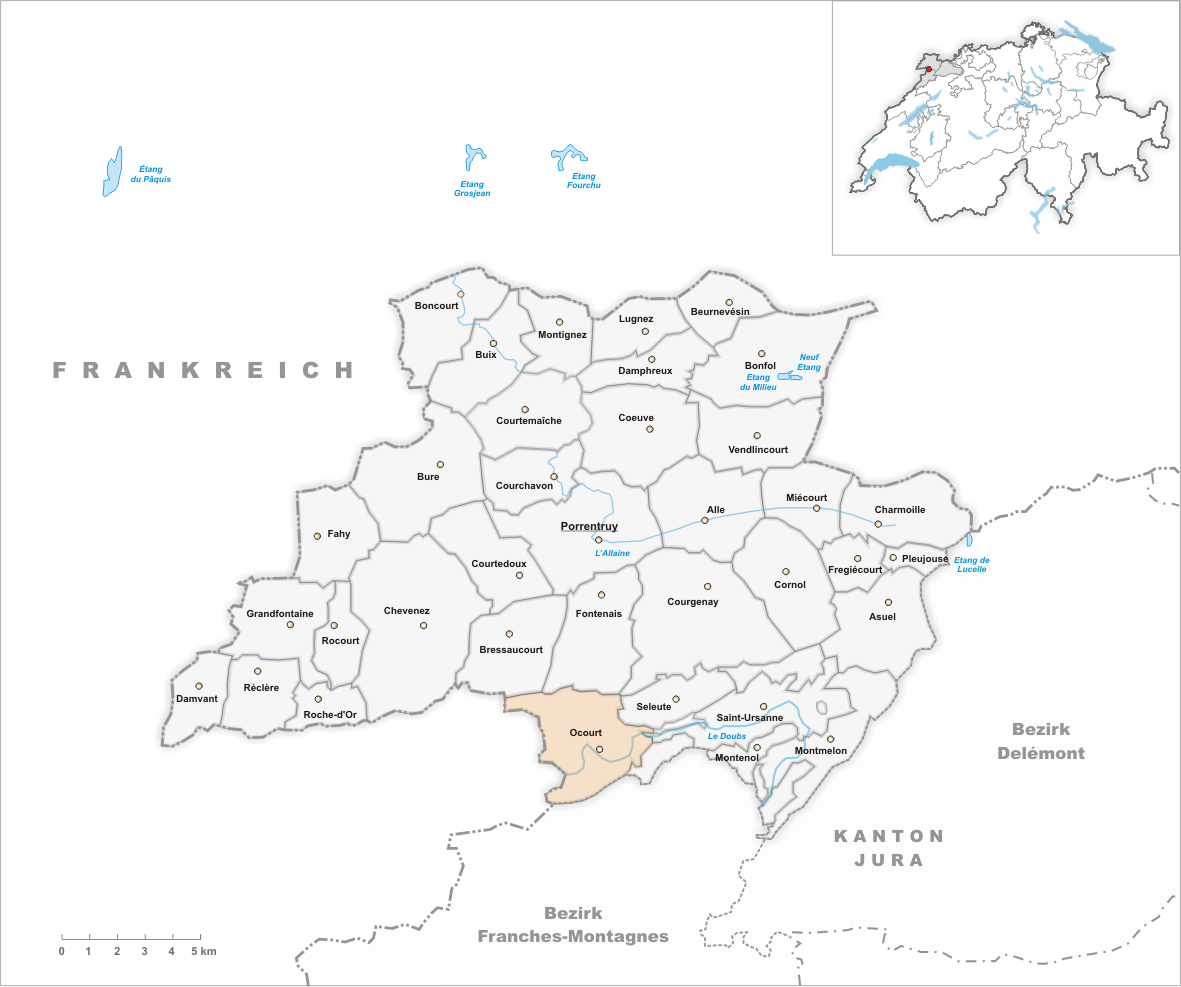
Gemeindestand vor der Fusion am 1. Januar 2009

Ocourt (frz. [o(ː)kuːʀ], im einheimischen Dialekt [oˈkwe]) ist ein Dorf und eine ehemalige politische Gemeinde im Distrikt Porrentruy des Schweizer Kantons Jura.

## Geographie
Ocourt liegt auf 424 m ü. M., sieben Kilometer südlich des Bezirkshauptorts Porrentruy (Luftlinie). Das kleine Bauerndorf erstreckt sich in der hier 500 m breiten Talniederung des Doubs, im Kettenjura westlich von Saint-Ursanne.

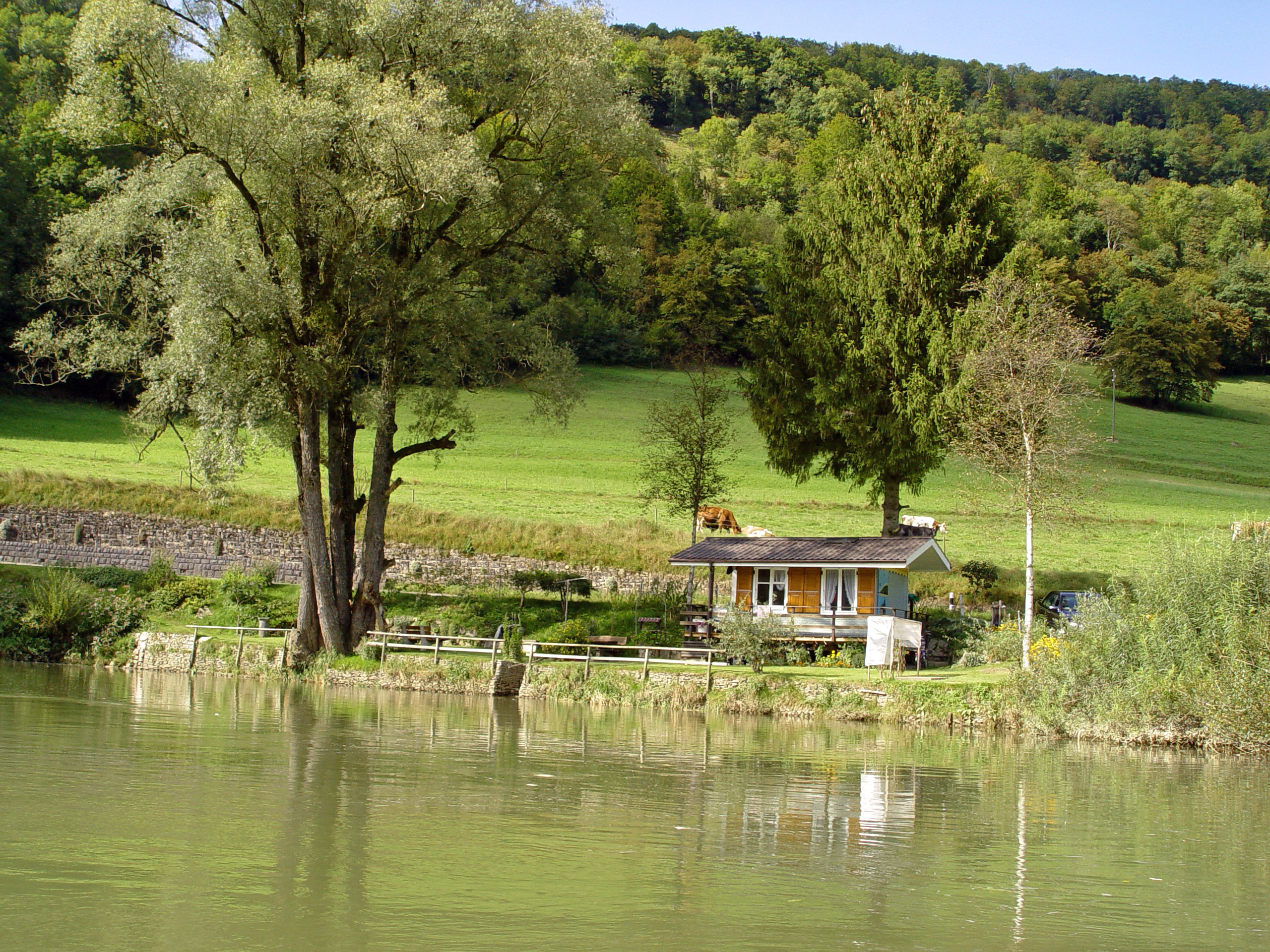
Häuschen am Ufer des Doubs bei Ocourt

Die Fläche des 11,6 km² grossen ehemaligen Gemeindegebiets umfasst das zwischen zwei Juraketten tief eingeschnittene Tal des Doubs im Bereich des Clos du Doubs mit einem 200 bis 500 m breiten ebenen Talboden. Die meist steilen, mehrheitlich bewaldeten Flanken sind teilweise von Felswänden durchzogen. Im Süden reichte das Gebiet auf die Kette des Clos du Doubs (auf Lai Grétche 885 m ü. M.). Nach Norden erstreckte sich die Gemeindefläche auf die Lomontkette und erreichte auf Les Chainions mit 909 m ü. M. den höchsten Punkt von Ocourt. Der südliche Hang dieser Jurakette weist zwei tiefe Erosionstäler auf, dazwischen befindet sich die 790 m hohe Montagne de Valbert. Von der Gemeindefläche entfielen 1997 3 % auf Siedlungen, 56 % auf Wald und Gehölze, 39 % auf Landwirtschaft, und etwas weniger als 2 % waren unproduktives Land.
Zu Ocourt gehörten der Weiler La Motte (425 m ü. M.) im Doubstal an der Grenze zu Frankreich, die Hofsiedlungen Monturban (581 m ü. M., auf einer Terrasse hoch über dem Doubs) und Valbert (757 m ü. M. in einem Antiklinaltal der Lomontkette) sowie mehrere Einzelhöfe. Nachbargemeinden von Ocourt waren Epiquerez, Seleute, Saint-Ursanne, Montmelon, Courgenay, Fontenais und Bressaucourt im Kanton Jura sowie Montancy im angrenzenden Frankreich.

## Bevölkerung
Mit 134 Einwohnern (Ende 2007) gehörte Ocourt zu den kleinen Gemeinden des Kantons Jura. Von den Bewohnern sind 77,3 % französischsprachig, 22,0 % deutschsprachig und 0,8 % spanischsprachig (Stand 2000). Die Bevölkerungszahl von Ocourt belief sich 1850 auf 381 Einwohner, 1900 noch auf 244 Einwohner. Seither wurde eine weitere deutliche Bevölkerungsabnahme verzeichnet.

## Wirtschaft

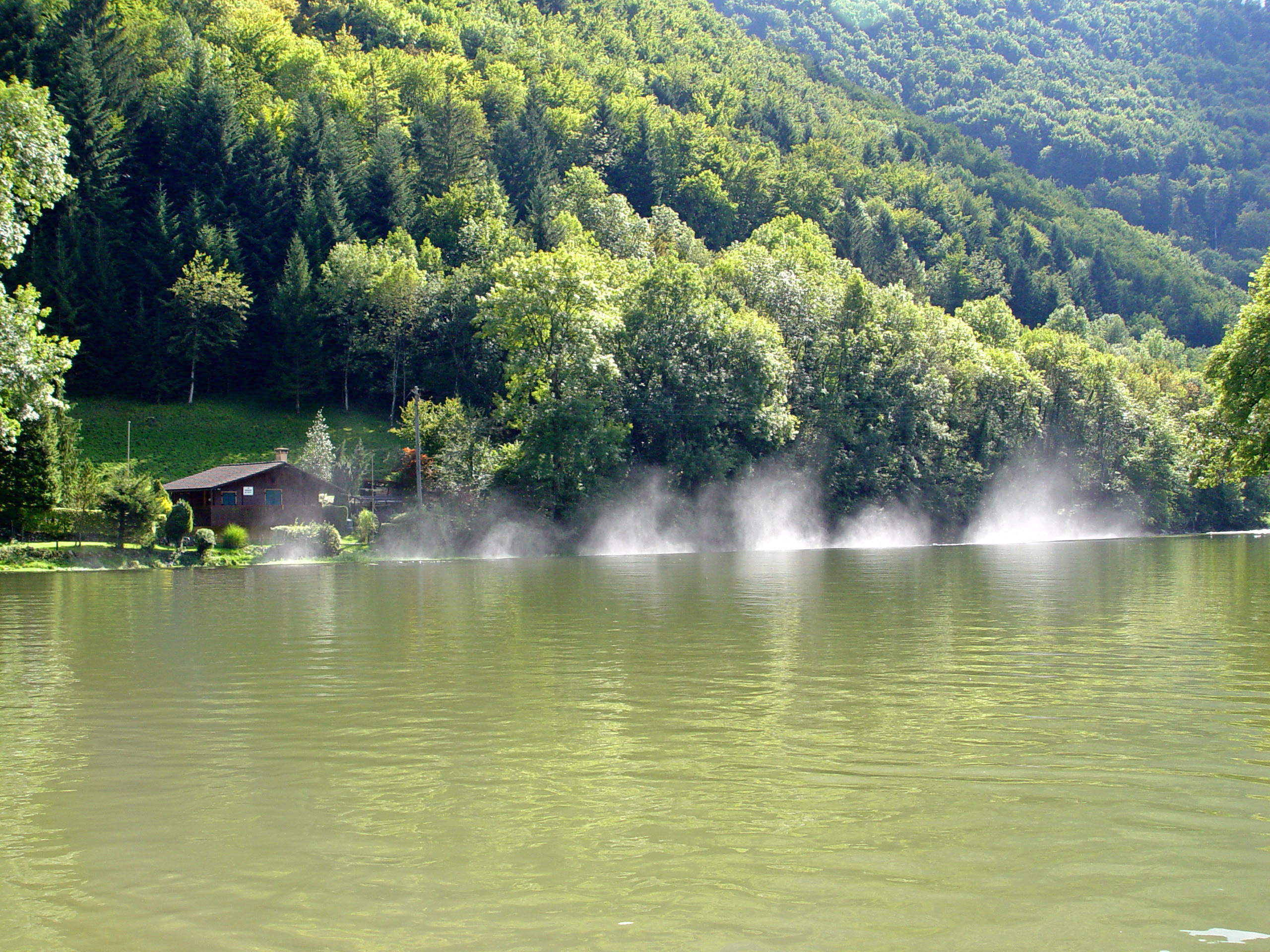
Der Doubs erreicht kurz vor Ocourt seine Breite

Ocourt ist ein durch die Landwirtschaft geprägtes Dorf, wobei die Viehzucht und die Milchwirtschaft überwiegen, daneben gibt es auch Obstbau. Der Ort bietet nur wenige Arbeitsplätze ausserhalb des primären Sektors. Diejenigen Erwerbstätigen, die nicht in der Landwirtschaft tätig sind, arbeiten hauptsächlich in Saint-Ursanne.

## Verkehr
Die Gemeinde liegt weit abseits der grösseren Durchgangsstrassen an einer Kantonsstrasse, die von Saint-Ursanne entlang dem Flusslauf des Doubs nach Saint-Hippolyte in Frankreich verläuft. Durch einen Postautokurs, der zwischen Saint-Ursanne und der Grenze bei La Motte verkehrt, ist Ocourt an den öffentlichen Verkehr angebunden.

## Geschichte
Seine erste Erwähnung findet das Dorf in einer Abschrift von 1179 einer Urkunde aus dem Jahre 1139 als Oscurt. Die Bezeichnung ist vermutlich eine Zusammensetzung aus einem althochdeutschen Personennamen, möglicherweise Hoso, Ozo o. ä. und rom. corte ‚Hof, Landgut, Weiler‘, das als Grundwort, wohl unter germanischem Einfluss, entgegen der für romanische Komposita typischen Wortstellung ans Ende tritt.
Von 1793 bis 1815 gehörte Ocourt zu Frankreich und war anfangs Teil des Département du Mont-Terrible, ab 1800 mit dem Département Haut-Rhin verbunden. Durch den Entscheid des Wiener Kongresses kam der Ort 1815 an den Kanton Bern und am 1. Januar 1979 an den neu gegründeten Kanton Jura. 1882 schloss sich die ehemalige, nur aus Einzelhöfen bestehende Munizipalgemeinde Montvoie der Gemeinde Ocourt an. Diese wiederum wurde zum 1. Januar 2009 mit Epauvillers, Epiquerez, Montenol, Montmelon, Saint-Ursanne und Seleute zur neuen Gemeinde Clos du Doubs vereinigt.

## Sehenswürdigkeiten

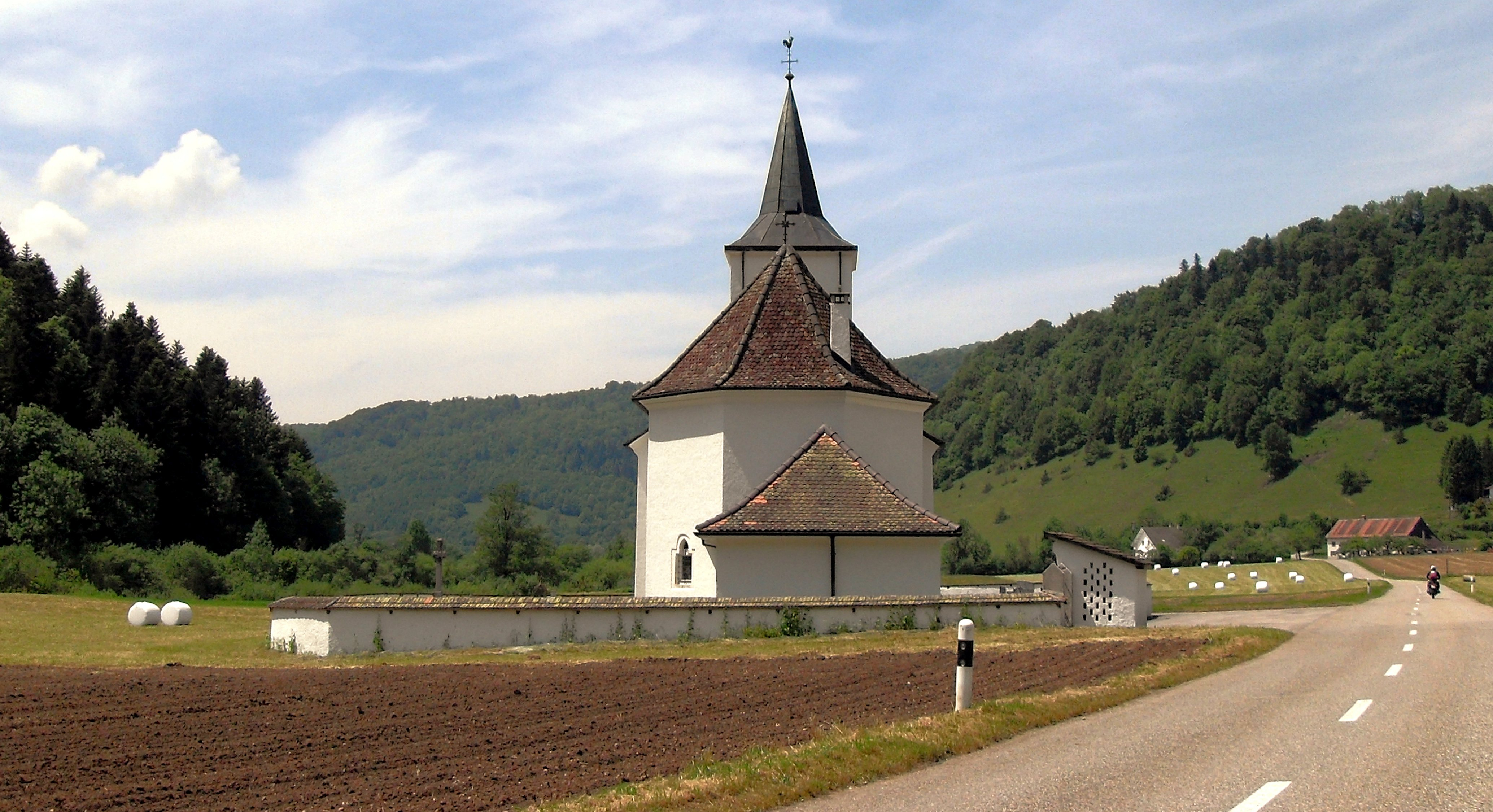
Pfarrkirche Saint-Valbert

- Weit ausserhalb des Ortes in der Talniederung des Doubs steht die Pfarrkirche Saint-Valbert, die 1641 erbaut wurde und eine bemalte Holzdecke aus dem 17. Jahrhundert besitzt.
- Am Südhang der Lomontkette befindet sich die Ruine der Burg Montvoie, die ein Lehen des Fürstbistums Basel war. Heute sind noch die aus dem 10. und 11. Jahrhundert stammenden Reste des Bergfrieds und eines Palas zu sehen.